# 중국 제국
중국 제국(Chinese Empire)은 제정 중국으로 알려진 시대에 중국 황제가 통치한 영역을 지칭하는 용어이다. 이 용어는 서양 학자들에 의해 만들어졌으며 명나라와 청나라(또는 일반적으로 중국 제국 왕조)를 설명하는 데 사용되었다. 또 다른 용어는 천자인 황제의 지위와 관련하여 "천상 제국"(Celestial Empire)이었다. 기원전 221년 중국은 처음으로 황제 아래 통일되었고, 이후 진, 한, 남북조, 수, 당, 송, 원, 명, 청 등 세습 군주에 의해 세워진 여러 왕조 또는 제국이 총 2천 년 동안 중국을 통치했다.

## 어원과 사용례

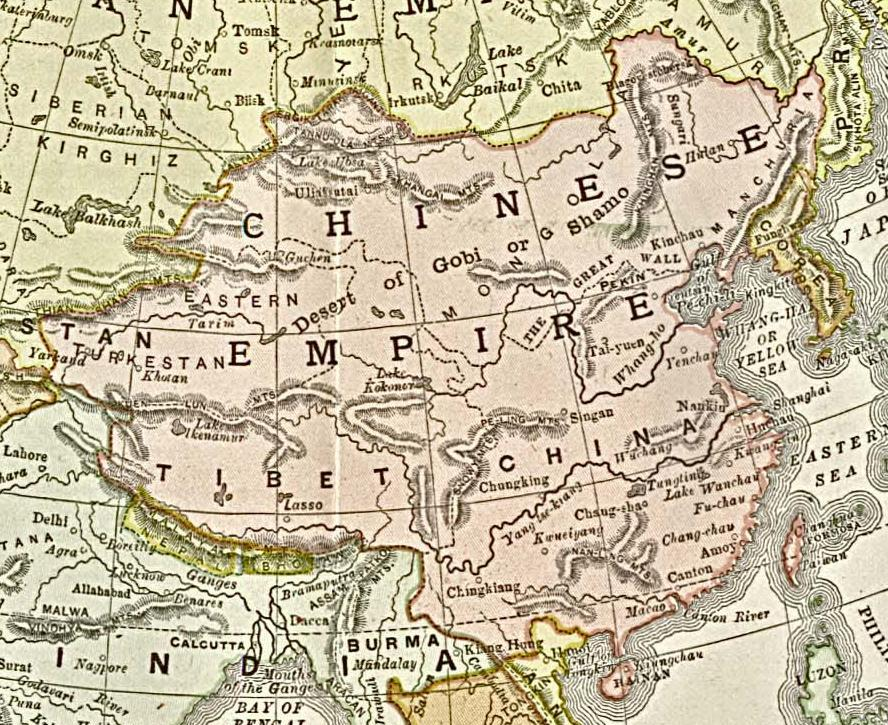
청나라("중국 제국"으로 표시됨)를 보여주는 1890년 지도.

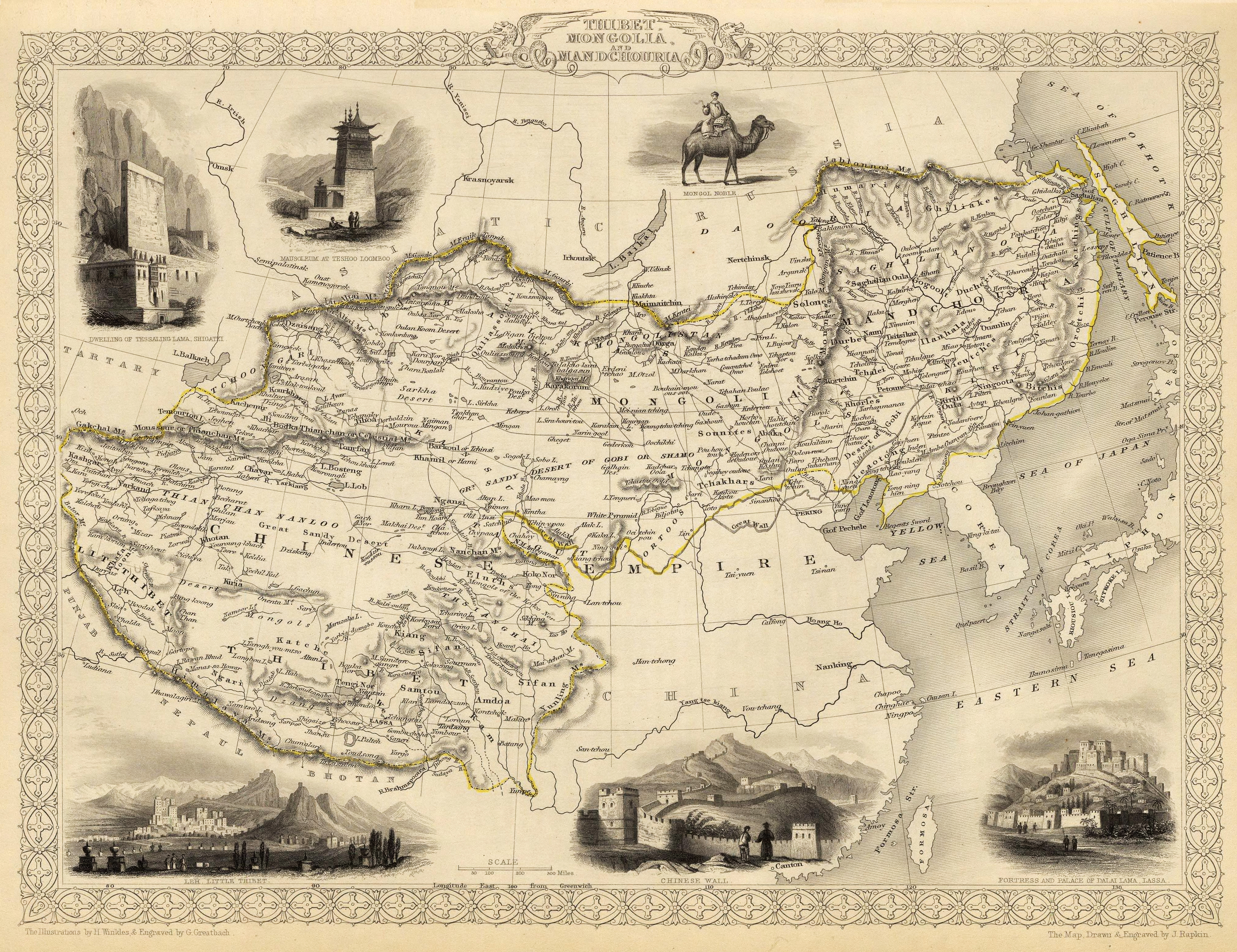
중국 제국의 내륙 아시아 종속국을 보여주는 1851년 지도.

중국 제국과 일본을 보여주는 1840년 지도.

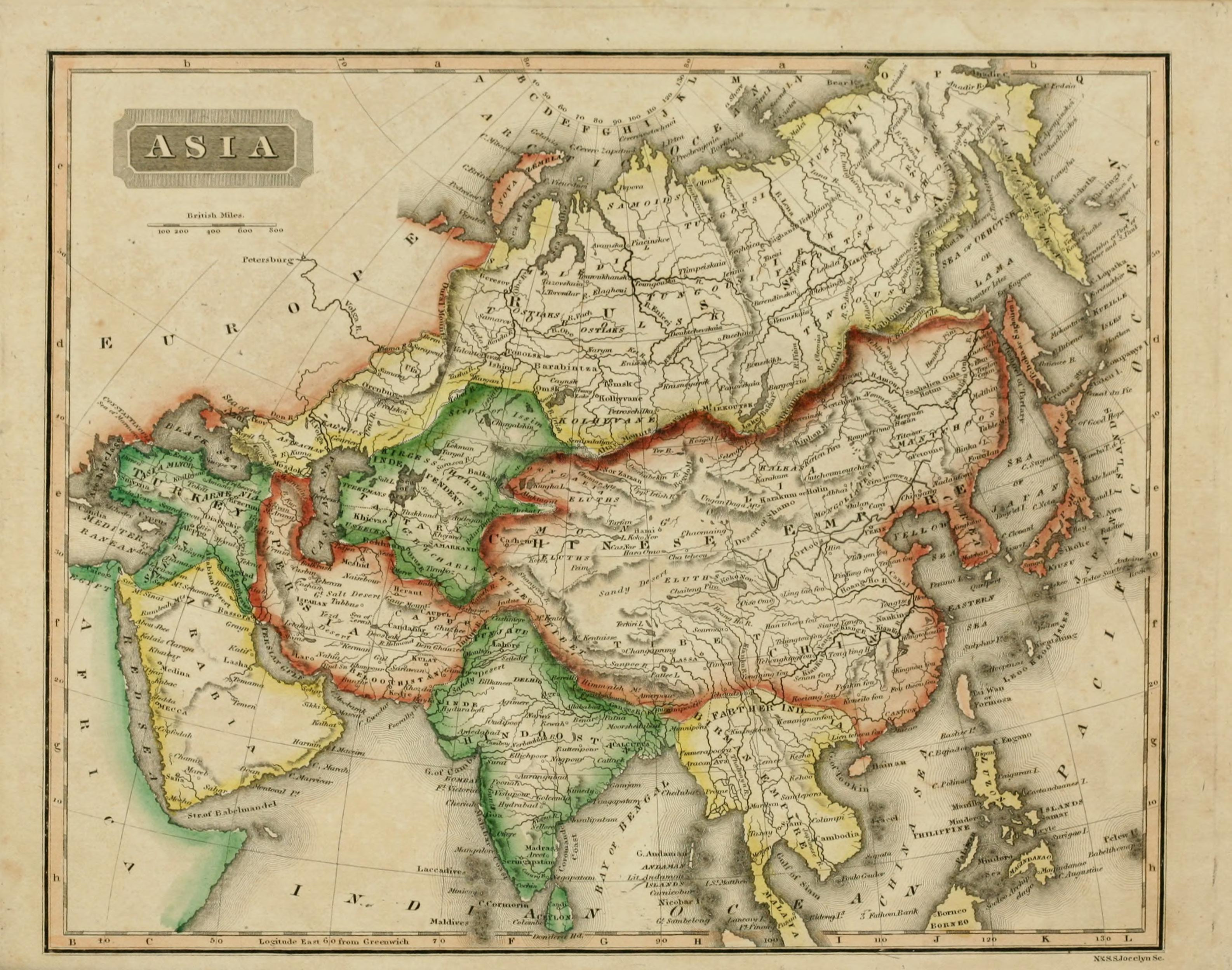
중국 제국과 기타 아시아 지역을 보여주는 1825년 지도.

서양에서 중국을 부르는 명칭인 China는 16세기부터 영어에서 사용되었다. 중국은 13세기(원나라 시대) 마르코 폴로가 저서인 동방견문록에서 사용한 '캐세이'라는 이름으로 유럽인들에게 알려졌으며, 유럽인들이 캐세이가 중국 또는 북중국을 가리킨다는 사실을 확신하기까지는 꽤나 시간이 걸렸다. "중국 제국"(Chinese Empire)이라는 용어는 명대 말기인 16세기에 처음으로 등장했으며 이후 청대부터 사용례가 증가했다.

### 명나라
16세기 초 유럽 탐험가들이 항해를 통해 명나라(1368~1644)를 직접 접하면서 유럽 지식인 사회는 중국 정치 체제에 대한 개념을 새롭게 정립하기 시작했다. 그러나 처음에는 유럽인들 대다수가 명나라를 제국이 아닌 왕국으로 간주했다. 막시밀리우스 트란실바누스는 그의 저서에서 중국을 처음으로 제국으로 간주한 것으로 보인다. 1585년 후안 곤살레스 데 멘도사는 조공 제도의 다단계 체계를 바탕으로 명나라가 제국 수준이라고 지적했다. 이후 마테오 리치, 알바로 세메도, 마르티노 마르티니, 필립 쿠플레와 같은 유럽인들이 제국-왕국 수준을 비교하고 유럽과 중국의 개념을 번역하고 계보를 구성하여 점차 '중국 제국'이라는 명칭을 구축해나갔다. 그러나 대중적인 채택은 더딘 과정이었다. 예수회 중국 선교부의 창립자 중 한 명인 마테오 리치가 쓴 1615년 저서 '명나라 원정(De Christiana expeditione apud Sinas)'에서도 명나라를 왕국으로 더 자주 언급했다. 하지만 명 말기가 지나면서 점점 더 많은 유럽인이 명나라를 '중국 제국'으로 부르기 시작했다.

### 청나라
명에서 청으로 왕조가 교체되자 유럽인들은 청나라(1644~1912)에 "중국 제국"이라는 이름을 붙이기 시작했다. "중국 제국"(Chinese Empire)은 청대에 일반적으로 사용되었으며, 특히 서양 지도와 국제 조약에서 가장 많이 사용되었다. 러시아 차르국은 1650년대에 청나라와 공식적인 교류를 시작했으며, 당시 러시아 문서에서는 청을 "중국 제국", "중국" 또는 보그다국으로 지칭했다. 1689년 네르친스크 조약에서 권위 있는 라틴어 텍스트는 청나라를 지칭하기 위해 "임페리 시니치"("중국 제국"이라는 뜻)라는 이름을 사용했다. 1793년 영국 최초의 중국 특사였던 조지 매카트니는 중국에 파견된 직후 "중국 제국은 지난 백오십 년 동안 유능하고 경계심이 강한 장교들의 행운의 계승으로 유지되어 온 늙고 미친 일류의 전쟁의 제국이다..."라는 유명한 말을 남겼다. 청나라는 전통적인 중국식 조공 체제를 유지하려고 노력했지만 19세기 후반에 이르러 유럽식 주권 공동체의 일원이 되었다. 그 과정에서 청나라의 지리적 경계는 외교와 전쟁을 통해 서구 열강과 일본에 의해 재정의되었다. 청 정부는 국경을 효과적으로 관리하는 동시에 근대화를 위해 노력했고, 내륙 아시아(당시에는 중국 타타리로 통칭)의 종속 지역은 서구 국가들이 인정한 대로 중국 제국의 지배 영역으로 내재화되고 통합되었다. 19세기 내내 서양의 지도 제작자들은 일반적으로 만주, 몽골, 신장(중국 투르키스탄), 티베트를 선으로 구분된 중국과 함께 '중국 제국'의 일부로 출판된 지도에 포함시켰다. 청나라 마지막 10년 동안 중국에서 출판된 지도는 서양의 지도 제작 방식을 따라잡았고, 중국의 내륙 지역은 고정된 국제 경계로 둘러싸여 있었으며 특별한 경계선으로 중국 본토와 분리되지 않았다.

### 기타 사용례
"중국 제국"이라는 용어는 명나라나 청나라가 존재하던 시기에 명나라와 청나라를 구체적으로 지칭하는 의미로 사용되기도 하지만, 중국 전통 사학에서는 역사를 끊어지지 않는 왕조의 연속이라는 관점에서 생각하기 때문에 중국 역사에서 여러 왕조가 통치한 연속 제국을 지칭하는 의미로 자주 사용되었다(역성혁명 참조). 예를 들어 후안 곤살레스 데 멘도사는 16세기 후반 그의 저서에서 고대 중국에 대해 이야기하면서 중국의 첫 번째 (신화적) 통치자인 황제가 중국 왕국을 제국으로 만들었고, 황제 시대에 중국은 이미 제국이었기 때문에 그 이후의 모든 왕조는 '제국'의 연속으로 간주한다고 세 곳에서 명확하게 언급했다. 마테오 리치의 '제국의 권력 이전'에 대한 견해에 따르면, 제국의 이름은 고대부터 변하지 않았지만 통치 가문에 따라 다른 이름을 가진 경우가 많았는데, 예를 들어 '독일 제국'이라는 이름은 변하지 않았지만 오스트리아 가문이 통치할 때는 '오스트리아 제국'이라고도 불릴 수 있었다고 한다. 마찬가지로 1853년에 발행된 신문 <뉴욕 헤럴드>에 따르면 "4600년 동안 21개의 왕조가 중국 제국의 운명을 좌우했으며, 현 통치자 외에 220의 황제를 배출했으며, 이들의 평균 재위 기간은 각각 19년 가까이 되었다"고 한다. 반면 현대 학자들은 일반적으로 중국의 제정 왕조들을 하나의 연속된 제국이라기보다는 별도의 국가 또는 제국으로 간주하며, 특히 중국 제국 말기 이후에는 더욱 그렇다. 한편, 오늘날 "엠퍼러"라는 영어 용어는 일반적으로 중국의 엠퍼러라고도 불리는 황제(皇帝)라는 중국어 용어에 해당한다. 예를 들어, 황제라는 칭호를 최초로 사용한 진나라는 현대 자료에서 "최초의 중국 제국"으로 언급되고 있다. 반면 청나라는 마지막 중국 제국으로 간주된다. 그 사이의 왕조도 마찬가지로 하나의 연속된 제국이 아닌 제국으로 간주되지만, 일부 학자에 따라 진나라와 그 뒤를 이은 한나라를 통틀어 '진-한 제국'이라고 부르는 등 일부 왕조는 함께 묶이기도 한다. 이 두 왕조는 서양의 그리스-로마와 마찬가지로 중국 문명의 "고전" 시대를 구성한다.

## 역사

중국 역사상 다양한 왕조와 국가의 대략적인 영토 범위.

중국 제국 시대는 고대와 현대사를 통틀어 2,000년 이상 지속되었다. 수 세기 동안 중국의 왕조나 제국은 분쟁과 전쟁의 시기를 포함하여 흥망성쇠를 거듭했지만, 제정 중국은 놀랍게도 변함없이 지속되었다. 모든 중국 제국들의 특징은 거대한 규모와 민족의 다양성이었다.
전국 시대에 한어를 사용하는 다양한 국가들의 느슨한 집합체로 등장한 진나라는 통일 전쟁을 통해 화하 왕국 대부분을 하나의 왕조로 통합하여 기원전 221년 최초의 중국 제국이 세워진 해에 최초의 제정 왕조가 되었다. 진나라가 멸망한 후에도 중국 제국은 계속 확장되어 한대에 북쪽과 남쪽, 서쪽으로 세력을 확장해 나갔다. 4세기 후 당대에 중국은 경제, 군사, 정치력 면에서 황금기를 맞이했다. 당나라의 영토는 중앙아시아, 동북아시아, 동남아시아 일부에 걸쳐 있었으며 8세기 안사의 난으로 왕조가 멸망할 때까지 이어졌다. 몽골에 기반을 둔 원나라는 티베트와 몽골 등 내륙 아시아 영토를 통합하면서 중국 제국의 부흥을 알렸다. 원나라가 멸망하고 3세기 후에 세워진 청나라는 내륙으로 다시 확장하면서 오늘날 중화인민공화국 영토의 기반을 마련했다.
1911년 신해혁명이 일어난지 1년 후, 현통제(푸이)의 퇴위와 함께 청나라가 멸망하면서 제정 중국 시대는 막을 내렸다. 3년 후, 위안스카이가 자신을 황제로 추대하며 황제 통치를 회복했다. 하지만 반대 여론과 반란이 거세지고 원제의 건강이 악화되어 퇴위하기까지 83일밖에 버티지 못했다. 1917년 7월, 푸이는 장쉰에 의해 다시 옹립되었지만 2주도 채 되지 않아 복권이 취소되었다.